# Guillermo Gutiérrez
Guillermo Gutiérrez (nascido em 8 de junho de 1964) é um ex-ciclista olímpico mexicano. Representou sua nação em duas edições dos Jogos Olímpicos: Los Angeles 1984 e Seul 1988.